# 工作场所中的马基雅维利主义
工作场所中的马基雅维利主义是许多工业与组织心理学家研究的一个概念。最初由理查德·克里斯蒂和弗洛伦斯·盖斯提出。马基雅维利主义在心理学中指的是一种冷酷、无情且具有剥削性的人格特征，这一理论已被心理学学者适应并应用于职场和组织环境中。英国心理学家奥利弗·詹姆斯曾撰文探讨马基雅维利主义及其他黑暗三角人格特质（包括自恋和精神病态）在职场中所造成的影响。

## 特征
研究发现，高度马基雅维利主义的人通常表现出几种特有的不道德行为，包括盗窃、实行各种欺骗和不诚实的行为、故意破坏他人工作，以及通过各种形式的作弊来获取利益。
高度马基雅维利主义的人在职场当中往往会展现出较强的人格魅力，他们的领导力在某些领域可能具有积极影响。
关于马基雅维利主义的倾向如何具体影响组织环境的新型解释包括三个关键要素，包括主张并维护职场权威、实施严格的管理措施，以及采用操纵性行为策略以达成预期结果。
黑暗三角人格特质与工作场所中不同的影响力策略相关，其中心理病态与威胁性策略相关，自恋与通过个人外貌或形象在职场中施加影响的手段相关，而马基雅维利主义则与魅力以及对人和环境的公开操控相关。相比软性策略，具有黑暗三角人格特质的人在评估自己在职场当中的硬性策略（譬如暴力和攻击性）的时候会表现出更强的相关性。这表明，具备这三类人格特质的人主要通过咄咄逼人的手段，而非微妙的方式来提升自己的职场影响力。

## 进一步阅读
- Furnham, Adrian; Richards, Steven C.; Paulhus, Delroy L. . Social and Personality Psychology Compass. 2013-03, 7 (3): 199–216. doi:10.1111/spc3.12018.